# Kal violsporre
Kal violsporre (Linaria bipartita) är en grobladsväxtart som först beskrevs av Étienne Pierre Ventenat, och fick sitt nu gällande namn av Carl Ludwig von Willdenow. Enligt Catalogue of Life ingår Kal violsporre i släktet sporrar och familjen grobladsväxter, men enligt Dyntaxa är tillhörigheten istället släktet sporrar och familjen grobladsväxter. Arten förekommer tillfälligt i Sverige, men reproducerar sig inte. Inga underarter finns listade i Catalogue of Life.